# Station Ribblehead
Ribblehead is een spoorwegstation van National Rail in Ribblehead, Craven in Engeland. Het station is eigendom van Network Rail en wordt beheerd door Northern Rail. Het station is heropend in 1986.

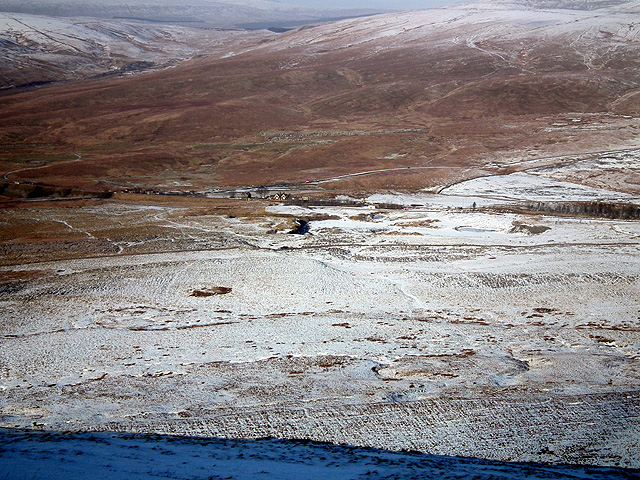
Landschap bij station Ribblehead
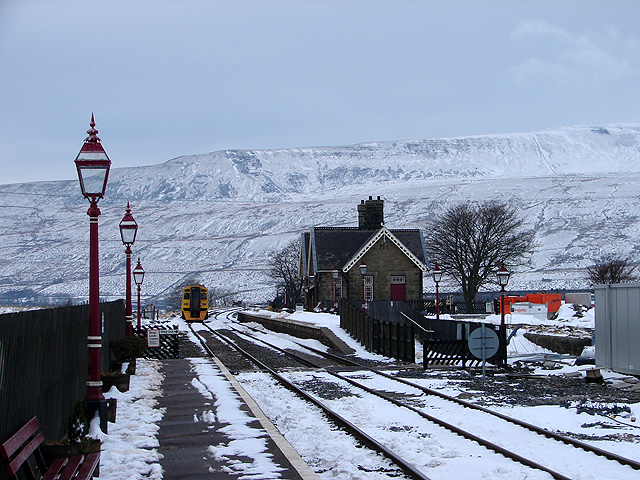
Idem